# Dilema
Na filosofia, um dilema moral é uma situação na qual um agente é moralmente obrigado a seguir um curso de ação A ou um curso de ação B, mas não pode seguir ambos. Nesse contexto, realizar a ação A implica não fazer a ação B e vice-versa. Vários autores discutiram os dilemas morais. Dentre os mais famosos, o filósofo E.J. Lemmon, Earl Conee e a filósofa Ruth Barcan Marcus.
Outros tipos de dilemas também são abordados na literatura filosófica. Por ser um problema genuinamente moral, isto é, os filósofos da moral discutem uma série de problemas dentro de dilemas, como nos famosos dilema do prisioneiro e dilema do bonde. O primeiro trata de um problema entre fazer o bem individual e o coletivo, enquanto o segundo trata da questão epistemológica sobre saber o que é o correto a se fazer.